# Trello
Trello е безплатно уеб-базирано приложение за управление на проекти първоначално създадено от Fog Creek Software през 2011 г., което впоследствие се отделя като самостоятелна компания през 2014 г.  Използва фримиум бизнес модел, както и финансиране от други продукти на Fog Creek Software. Основната услуга се предлага безплатно, а платената услуга за бизнес класа стартира през 2013 г.  През юли 2012 г., сайтът има повече от 500 хил абоната, през декември 2012 – 1 милион, а на 7 май 2014 г. – 4 милиона. На 18 септември 2014 г. Trello достига над 5 милиона абоната.

## История
Trello е пуснато на пазара на събитието TechCrunch на Fog Creek създател Джоел Сполски. Списание Wired пише за него, че е от „7-те най-готини нови компании, за които не сте чували още“. Lifehacker казва, че то „прави сътрудничеството по проект просто и някак приятно“.
През 2014 г. Trello събира 10.3 млн. долара финансиране от Index Ventures и Spark Capital.

## Характеристики
Trello използва Канбан парадигмата за управление на проекти, първоначално популяризирана от Тойота през 80-те години на 20 век за управление на доставките. Проектите са представени от табла, които съдържат списъци (отговарящи на списъците със задачи). Списъците се състоят от карти (отговарящи на задачите). Картите би трябвало да напредват от един списък към друг (чрез влачене и поставяне), например отразявайки потока на проект от идея към реализиране. Потребителите могат да бъдат назначавани към карти. Потребителите и таблата могат да бъдат групирани в организации.
Trello поддържа iPhone, Android и Windows 8 мобилни платформи, но неговият уебсайт е създаден достъпен за повечето от мобилните уеб браузъри. Приложение за iPad е пуснато на пазара на 12 март 2013 г.. На 21 ноември 2014 г. то прибавя поддръжка на неограничен брой надписи под формата на цветни етикети, които могат да бъдат преименувани и създадени нови. Картите приемат коментари, прикачвания, гласуване, крайни срокове и списъци за отбелязване. Trello има API. Потребителите могат да организират проектите чрез използване на табла, списъци и карти, които формират направена специално за проекта йерархия, която благоприятства ефективното управление на проекти и задачи.

## Приложения
Trello има разнообразие от приложения както в професионален, така и в личен план, например управление на недвижими имоти, разработване на софтуер, училищни бюлетини, планиране на уроци, следене на дела в адвокатски компании и др. Богато API, както и способност за получаване на електронна поща, позволява съчетание със системи в предприятия, или с cloud-базирани системи за интеграция като IFTTT и Zapier.

## Архитектура
Според Fog Creek, създателят на Trello, уебсайтът е изграден на базата на MongoDB, Node.js и Backbone.js.